# Landkreis Ostvorpommern
Der Landkreis Ostvorpommern war ein Landkreis in Mecklenburg-Vorpommern, der im Zuge der Kreisgebietsreform 2011 im Landkreis Vorpommern-Greifswald aufging.

## Geografie
Zum Kreisgebiet gehörte der westliche Teil der Ostseeinsel Usedom (der östliche Teil gehört zu Polen). Nachbarkreise waren im Südosten der Landkreis Uecker-Randow, im Süden der Landkreis Mecklenburg-Strelitz und im Westen die Landkreise Demmin und Nordvorpommern. Die Hansestadt Greifswald ragte von der Ostsee im Norden in das Kreisgebiet.
Die Landschaft wird von Moränen, Mooren (Peenetalmoor, Ziesebruch, Thurbruch) und vor allem der Küstenlage an Ostsee, Boddengewässern (Greifswalder Bodden, Peenestrom, Krumminer Wiek, Achterwasser) sowie dem Stettiner Haff bestimmt. Wichtigster Fluss ist die Peene.

## Geschichte
Der Landkreis Ostvorpommern entstand bei der Kreisreform in Mecklenburg-Vorpommern zum 12. Juni 1994 durch Vereinigung der früheren Kreise Anklam, Greifswald und Wolgast.
Für eine Verwaltungsreform und der dabei beabsichtigten Schaffung neuer Großkreise in Mecklenburg-Vorpommern 2009 gingen die Überlegungen der Landesregierung zunächst dahin, den Landkreis als Ganzes in einem neuen „Landkreis Südvorpommern“ aufgehen zu lassen. Nach dem Urteil des Landesverfassungsgerichtes vom 26. Juli 2007 konnte das ursprüngliche Reformgesetz als mit der Verfassung des Landes unvereinbar nicht umgesetzt werden.
Im Zuge einer neuen Kreisgebietsreform im Jahr 2011 wurde der Landkreis Ostvorpommern schließlich Teil des neuen Landkreises Vorpommern-Greifswald mit der Kreisstadt Greifswald.

## Politik

### Kreistag
Der Kreistag des Landkreises Ostvorpommern bestand zuletzt aus 53 Abgeordneten. Seit der Wahl vom 7. Juni 2009 setzte er sich bis zum 3. September 2011 wie folgt zusammen:
| Partei               | Sitze   |
| -------------------- | ------- |
| CDU                  | 18 (−7) |
| Die Linke            | 12 (+2) |
| SPD                  | 7 (−1)  |
| Wählergemeinschaften | 6 (+1)  |
| FDP                  | 4 (+2)  |
| NPD                  | 4 (+2)  |
| Grüne                | 2 (+1)  |

Der Landkreis (Wahlkreisnummer 59) bestand aus 143 Wahlbezirken mit 91.492 Wahlberechtigten. Zur Wahl gingen 2009 46.115 Wähler, die 4909 ungültige und 130.359 gültige Stimmen abgaben. Dies entspricht einer Wahlbeteiligung von 50,4 % (alle Daten aus 2009, vorläufiges Ergebnis).
Näheres zum Wahlverfahren und zu rechtlichen Bestimmungen: Kreistag (Mecklenburg-Vorpommern)

### Landräte
- 1994–2001 Herbert Kautz (CDU)
- 2001–2011 Barbara Syrbe (PDS/Die Linke)

### Wappen
| Wappen des ehemaligen Landkreis Ostvorpommern | Blasonierung: „In Gold ein aufgerichteter, rot gezungter schwarzer Greif mit aufgeworfenem Schweif.“ |
| Wappen des ehemaligen Landkreis Ostvorpommern | Wappenbegründung: Das Wappen knüpft mit dem schwarzen Greifen, eine der Farbvarianten des Herrschaftszeichens des pommerschen Greifengeschlechts, an das Wappensymbol der Wolgaster Linie des Herzogshauses bis 1500 für die Länder Wolgast und Barth an. Für die Gestaltung des Greifenmotivs im Landkreiswappen wurde ganz bewusst von der in Siegel- und Wappendarstellungen des 15. und 16. Jh. überlieferten Form abgewichen und auf die Greifengestaltung zurückgegriffen, wie sie 1929 durch das preußische Staatsministerium für das mittlere Wappen der Provinz Pommern festgelegt worden war, und wie sie auch im Landeswappen Mecklenburg-Vorpommern anzutreffen ist. Das Wappen und die Flagge wurde nach einer Idee des Levenhagener Dr. Norbert Buske und von dem Schweriner Uwe Christoffer gestaltet. Es wurde zusammen mit der Flagge am 20. Februar 1998 durch das Ministerium des Innern genehmigt und unter der Nr. 143 der Wappenrolle des Landes Mecklenburg-Vorpommern registriert. |

### Flagge
Die Flagge besteht aus gelbem Tuch. Es ist in der Mitte mit der Figur des Landkreiswappens belegt: mit einem aufgerichteten, rot gezungten schwarzen Greifen mit aufgeworfenem Schweif. Die Figur nimmt sieben Neuntel der Höhe des Flaggentuchs ein. Die Länge des Flaggentuches verhält sich zur Höhe wie 5:3.

## Städte und Gemeinden

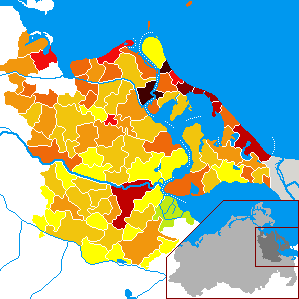
Bevölkerungsdichte 2009:
450–650
350–449
250–349
150–249
100–149
50–99
30–49
20–29
10–19
<10

(Einwohnerzahlen am 31. Dezember 2010)
Amtsfreie Gemeinden
- Anklam, Stadt (13.433)
- Heringsdorf (9363)

Ämter mit amtsangehörigen Gemeinden/Städten
Sitz der Amtsverwaltung *
| - 1. Amt Am Peenestrom (17.001) 1. Buddenhagen (425) 2. Buggenhagen (277) 3. Hohendorf (895) 4. Krummin (248) 5. Lassan, Stadt (1597) 6. Lütow (391) 7. Sauzin (407) 8. Wolgast, Stadt * (11.940) 9. Zemitz (821) - 2. Amt Anklam-Land (11.122) 1. Bargischow (355) 2. Blesewitz (268) 3. Boldekow (534) 4. Bugewitz (303) 5. Butzow (449) 6. Ducherow (2589) 7. Iven (197) 8. Krien (726) 9. Krusenfelde (189) 10. Liepen (310) 11. Medow (604) 12. Neetzow (622) 13. Neu Kosenow (585) 14. Neuendorf A (147) 15. Neuendorf B (168) 16. Neuenkirchen (286) 17. Postlow (360) 18. Putzar (206) 19. Rossin (158) 20. Sarnow (462) 21. Spantekow *(1113) 22. Stolpe (348) | - 3. Amt Landhagen (10.201) 1. Behrenhoff (769) 2. Dargelin (384) 3. Dersekow (1072) 4. Diedrichshagen (492) 5. Hinrichshagen (820) 6. Levenhagen (390) 7. Mesekenhagen (1034) 8. Neuenkirchen *(2293) 9. Wackerow (1414) 10. Weitenhagen (1533) - 4. Amt Lubmin (10.788) 1. Brünzow (660) 2. Hanshagen (928) 3. Katzow (631) 4. Kemnitz (1146) 5. Kröslin (1811) 6. Loissin (856) 7. Lubmin *(2041) 8. Neu Boltenhagen (653) 9. Rubenow (831) 10. Wusterhusen (1231) - 5. Amt Usedom-Nord (8950) 1. Karlshagen (3145) 2. Mölschow (808) 3. Peenemünde (326) 4. Trassenheide (947) 5. Zinnowitz *(3724) | - 6. Amt Usedom-Süd (11.696) 1. Benz (1013) 2. Dargen (542) 3. Garz (212) 4. Kamminke (277) 5. Korswandt (550) 6. Koserow (1669) 7. Loddin (1056) 8. Mellenthin (473) 9. Pudagla (435) 10. Rankwitz (634) 11. Stolpe auf Usedom (366) 12. Ückeritz (1035) 13. Usedom, Stadt *(1892) 14. Zempin (945) 15. Zirchow (597) - 7. Amt Züssow (12.482) 1. Bandelin (596) 2. Gribow (187) 3. Groß Kiesow (1403) 4. Groß Polzin (440) 5. Gützkow, Stadt (2827) 6. Karlsburg (1364) 7. Klein Bünzow (813) 8. Kölzin (318) 9. Lühmannsdorf (704) 10. Murchin (861) 11. Rubkow (674) 12. Schmatzin (300) 13. Wrangelsburg (207) 14. Ziethen (423) 15. Züssow *(1365) |

## Gebietsänderungen
In den Jahren seit 1994 fanden im Gebiet des Landkreises Ostvorpommern wie im gesamten Bundesland Mecklenburg-Vorpommern umfangreiche Gebietsänderungen statt.
Aus den ursprünglich 14 Ämtern wurden nach Abschluss der Gebietsreform am 1. Januar 2005 sieben Ämter. Die Stadt Wolgast und die Gemeinde Zinnowitz verloren ihre Amtsfreiheit. Die Anzahl der Gemeinden verringerte sich von 110 auf 96. Durch weitere Eingemeindungen und Auflösungen im Verlauf der Jahre 2009/2010 verringerte sich die Zahl der Gemeinden auf 90.

### Ämterauflösungen, Ämterfusionen
- Fusion der vormals amtsfreien Gemeinde Zinnowitz mit dem Amt An der Peenemündung zum neuen Amt Usedom-Nord (1. Januar 2005)
- Eingliederung der Ämter Ahlbeck bis Stettiner Haff, Am Schmollensee und Insel Usedom-Mitte in das Amt Usedom-Süd (1. Januar 2005)
- Eingliederung der Ämter Gützkow und Ziethen in das Amt Züssow (1. Januar 2005)
  - Wechsel der Stadt Lassan und der Gemeinden Buggenhagen und Pulow aus dem Amt Ziethen in das Amt Am Peenestrom (1. Januar 2005)
- Eingliederung der bisher amtsfreien Stadt Wolgast in das Amt Am Peenestrom (1. Januar 2005)
  - Wechsel der Gemeinde Kröslin aus dem Amt Am Peenestrom in das Amt Lubmin (1. Januar 2005)
- Auflösung der Ämter Ducherow, Krien und Spantekow – Bildung des neuen Amtes Anklam-Land (1. Januar 2005)

### Eingemeindungen, Gemeindeneubildungen
- Auflösung der Gemeinde Zinzow – Eingemeindung nach Boldekow (1. Januar 1999)
- Auflösung der Gemeinde Steinmocker – Eingemeindung nach Neetzow (13. Juni 1999)
- Auflösung der Gemeinde Groß Petershagen – Eingemeindung nach Wackerow (13. Juni 1999)
- Auflösung der Gemeinde Neppermin – Eingemeindung nach Benz (22. Mai 2004)
- Auflösung der Gemeinde Breechen – Eingemeindung nach Gützkow (13. Juni 2004)
- Auflösung der Gemeinde Schwerinsburg – Eingemeindung nach Löwitz (13. Juni 2004)
- Auflösung der Gemeinde Nerdin – Eingemeindung nach Medow (13. Juni 2004)
- Auflösung der Gemeinde Kammin – Eingemeindung nach Behrenhoff (1. Januar 2005)
- Auflösung der Gemeinde Groß Ernsthof – Eingemeindung nach Rubenow (1. Januar 2005)
- Auflösung der Gemeinde Ranzin – Eingemeindung nach Züssow (1. Januar 2005)
- Auflösung der Gemeinden Ahlbeck und Bansin sowie der amtsfreien Gemeinde Heringsdorf – Neubildung der amtsfreien Gemeinde Dreikaiserbäder (1. Januar 2005)
- Auflösung der Gemeinden Morgenitz und Mellenthin – Neubildung der Gemeinde Mellenthin (1. Januar 2005)
- Auflösung der Gemeinde Pulow – Eingemeindung nach Lassan (7. Juni 2009)
- Auflösung der Gemeinden Löwitz und Rathebur – Eingemeindung nach Ducherow (7. Juni 2009)
- Auflösung der Gemeinden Drewelow und Japenzin – Eingemeindung nach Spantekow (7. Juni 2009)
- Auflösung der Gemeinde Pelsin – Eingemeindung nach Anklam (1. Januar 2010)
- Auflösung der Gemeinde Lüssow – Eingemeindung nach Gützkow (1. Januar 2010)
- Auflösung der Gemeinde Wietstock – Eingemeindung nach Altwigshagen (1. Januar 2011)

### Landkreiswechsel
- Die Gemeinde Lübs wechselte in den Landkreis Uecker-Randow (1. Januar 1998).
- Die Gemeinde Wietstock wechselte in den Landkreis Uecker-Randow (1. Januar 2011).

### Amtssitzwechsel
- Der Verwaltungssitz des Amtes Landhagen wechselte von der kreisfreien Stadt Greifswald zur Gemeinde Neuenkirchen (1. August 1999).

### Namensänderungen
- von Stolpe zu Stolpe auf Usedom (15. Januar 1996)
- von Amt Wolgast-Land zu Amt Am Peenestrom (1. Januar 2005)
- von Dreikaiserbäder zu Heringsdorf (1. Januar 2006)

## Kfz-Kennzeichen
Am 12. Juni 1994 wurde dem Landkreis das Unterscheidungszeichen ANK zugewiesen. Am 24. Oktober 1994 wurde die Kennung in OVP geändert. Diese wurde bis zum 31. Januar 2012 im Landkreis Vorpommern-Greifswald mit Ausnahme der Hansestadt Greifswald auf die Kennzeichenschilder geprägt. Eine erneute Nutzung des Kürzels ist möglich. Diese Entscheidung obliegt dem Landkreis, der von dieser Möglichkeit bis heute keinen Gebrauch macht.